# Розбійнича печера
Розбійнича печера (рос. Разбойничья) — печера на Алтаї, Республіка Алтай, Росія.  Загальна протяжність — 59 м. Глибина печери — 18 м, амплітуда висот — 18 м; загальна площа — N/A м²; об'єм — N/A м³.  Печера відноситься до Західноалтайської області Алтайської провінції Алтай-Саянської спелеологічної країни. Кадастровий номер 5118/8428-1.